# Нечаев, Василий Григорьевич
Васи́лий Григо́рьевич Неча́ев (27 января 1914, Хонеево, Тверская губерния — 5 ноября 1941, Калининская область) — советский военный лётчик, младший лейтенант Рабоче-крестьянской Красной армии, участник польского похода РККА, советско-финской и Великой Отечественной войн. Герой Советского Союза (1940).

## Биография
Василий Нечаев родился 27 января 1914 года в деревне Хонеево Бокаревской волости Бежецкого уезда Тверской губернии (ныне — Сонковский район Тверской области) в семье железнодорожника.
Окончил семь классов средней школы, затем школу фабрично-заводского ученичества в Бежецке. С октября 1932 года по май 1933 года работал секретарём на бежецком предприятии «Союз», затем с мая 1933 по ноябрь 1936 года — токарем на механическом заводе в том же городе. Являлся членом бюро заводского комитета ВЛКСМ, посещал кружок планеристов.
В сентябре 1936 года был призван на службу в Рабоче-крестьянскую Красную армию. Уже в декабре стал курсантом школы младших авиационных специалистов, которую окончил в следующем, 1937 году, став в июле младшим воздушным стрелком-радистом 54-го скоростного бомбардировочного авиаполка. К декабрю 1938 года был повышен в должности до старшего воздушного стрелка-радиста. В 1938 году вступил в ВКП(б) (номер партбилета: 3976543). Осенью 1939 года участвовал в польском походе РККА.
Участвовал в боях советско-финской войны, будучи флагманским стрелком-радистом 54-го скоростного бомбардировочного авиаполка 16-й скоростной бомбардировочной авиабригады Северо-Западного фронта. За время войны он совершил 9 боевых вылетов. 17 января 1940 года в одном бою Нечаев лично сбил 4 финских самолёта.
Указом Президиума Верховного Совета СССР от 7 апреля 1940 года за «образцовое выполнение боевых заданий командования на фронте борьбы с финской белогвардейщиной и проявленные при этом отвагу и геройство» младший командир Василий Нечаев был удостоен высокого звания Героя Советского Союза с вручением ордена Ленина и медали «Золотая Звезда». Высокую награду Нечаеву в Московском Кремле вручал председатель Президиума Верховного Совета СССР Михаил Калинин.
После возвращения с фронта Нечаев учился, в 1941 году окончил Борисовскую и Качинскую военные авиационные школы пилотов. С начала Великой Отечественной войны — в действующей армии. Служил пилотом в составе 402-го истребительного авиационного полка на Северо-Западном фронте.
26 августа 1941 года при перегонке самолётов МиГ-3 из Москвы в Ленинград связь с Нечаевым была утеряна. Точные обстоятельства гибели Нечаева не установлены. По одной из версий, его самолёт был сбит в районе Калинин — Едрово. Нечаев выжил, в госпитале ему ампутировали обе ноги, но, несмотря на усилия врачей, 5 ноября скончался. Семья лётчика получила извещение о том, что Нечаев пропал без вести, позже в Сонковском районном военном комиссариате было обнаружено второе извещение, где указано, что он умер от ран именно 5 ноября 1941 года.

## Семья
Нечаев был женат. После его смерти в Бежецке остались жить его жена Клавдия Георгиевна с дочерью. Проживали по адресу: улица 16 МЮДа, дом №6, квартира №32.

## Награды
- Герой Советского Союза (Указ Президиума Верховного Совета СССР от 7 апреля 1940 года, орден Ленина и медаль «Золотая Звезда» № 383)[4].

## Память
- Решением исполкома Бежецкого горсовета от 2 декабря 1966 года именем Нечаева была названа улица[9]. В 2010 году в Бежецке была открыта Аллея славы, где увековечены имена бежечан — Героев Советского Союза и полных кавалеров ордена Славы. На одной из плит увековечено имя Нечаева[4].
- В деревне Хонеево в память о Нечаеве установлена мемориальная доска. Хонеевская начальная школа также носит его имя[4][9].